# Гурамі-буркун
Гурамі-буркун (Trichopsis vittata) — невеликий прісноводний вид лабіринтових риб з родини осфронемових (Osphronemidae), підродина макроподові (Macropodusinae).
Вид уперше описав Жорж Кюв'є (G. Cuvier) у 1831 році під назвою Osphromenus vittatus, Карел Лім (K. F. Liem) 1965 року перевів його до роду Trichopsis. Правильним написанням видової назви є vittata, латинське слово жіночого роду, відповідно до жіночого роду родової назви.

## Поширення
Вид широко розповсюджений в Південно-Східної Азії: Таїланд, Лаос, Камбоджа, В'єтнам, Малайзія, Сінгапур, острови Суматра, Ява та Калімантан в Індонезії. Найбільше поширений у середній та нижній течії Меконгу.
Гурамі-буркун мешкає на мілководді в стоячих або з повільною течією водоймах із щільною рослинністю поблизу берегів. Це можуть бути болотисті озера, ставки, бокові ділянки річок, придорожні канави, а також водойми, пов'язані з господарською діяльністю людини: рисові поля, зрошувальні канали тощо. Вид є звичайною рибою в усьому своєму діапазоні поширення. Дослідження в двох типових біотопах T. vittata, проведені в Таїланді, показали, що щільність населення гурамі-буркунів у ставках є помітно вищою, ніж на рисових полях.
Для популяції T. vittata не існує значних загроз, чисельність риб є стабільною по всьому ареалу розселення. Тому рівень небезпеки у Червоному списку МСОП оцінюється як такий, що викликає найменше занепокоєння. У той же час, деградація водно-болотних угідь може становити потенційну загрозу для існування цього виду. Спостерігається також вилов риб для продажу в зоомагазинах. Ніякі природоохоронні заходи не проводяться.
Trichopsis vittata має багато рис, характерних для інвазійних видів: він здатний жити в забруднених чи з низьким рівнем вмісту кисню водоймах, пов'язаний з людьми (через акваріуми, рисові поля та здатність виживати в деградованих середовищах існування), має короткий час зміни покоління, охороняє свою ікру і вже має історію успішних інвазій. Проте Т. vittata не має механізму розповсюдження на далекі відстані, оскільки він не є міграційним, не має планктонних ікри або личинок, а поширення без участі людини, як правило, відбувається повільно. Він може локально обмежуватися невеликою ділянкою, як це має місце зокрема з популяцією гурамі-буркунів у Флориді.
Здичавілі популяції виникли в США (Флорида), на Філіппінах та в Індії (поблизу Ченнаї). Гурамі-буркун також був знайдений в окремих місцевостях у М'янмі (в штатах Мон, Карен (в окрузі Кокаей на сході), а також на захід від міста Янгон на півдні) й Бангладеш (в річках Тураг (англ. Turag) та Меґхна поблизу Дакки). Уважають, що джерелом інтродукції могли бути акваріумні господарства.
Про жодні негативні наслідки через інтродукцію Т. vittata не повідомлялося, проте є припущення, що в Індії вид може конкурувати за просторову нішу з місцевими дрібними осфронемовими, такими як ляліус (Trichogaster lalius (Hamilton, 1822)) і купанус (Pseudosphromenus cupanus (Cuvier, 1831)).
Аналіз мітохондріальної COX1 та ядерної RAG1 ДНК великої кількості зразків Trichopsis vittata, переважно з Таїланду, показав, що всі вони утворюють одну кладу, яка є комплексом щонайменше 4 екологічно та морфологічно подібних, але генетично відмінних біологічних популяції, поширених в різних географічних областях. Не виключено, що серед них є потенційно нові види. Географічні особливості північно-східного Таїланду з його гірськими хребтами, високими плато та річковими системами, як видається, сприяють видоутворенню. Найбільші генетичні відмінності були виявлені між двома популяціями з північно-східної та східної частини Таїланду і сусідніх районів Лаосу та Камбоджі, з одного боку, та двома популяціями з північного, центрального, західного, південного й частково східного Таїланду, з іншого боку. Популяція з південного Таїланду виявилася дуже близькою до зразків з острова Ява в Індонезії; можливо, йдеться про одну популяцію, яка поширена також на Малайському півострові та Суматрі (зразки з цих регіонів не досліджувались).
На генетичному рівні було також вирішене питання з трихопсисами з району Пхетчабурі (на захід від Бангкоку) в Таїланді, що за розміром подібні до T. schalleri, найближче місце проживання якого знаходиться за 500 км від Пхетчабурі. Насправді ці риби виявилися природними міжвидовими гібридами між самицями T. vittata та самцями T. pumila. Цю рибу дуже важко розвести в неволі. Також варто відзначити гендерний дисбаланс у вирощеному потомстві (близько 95 % самиць і близько 5 % самців).

## Опис
Гурамі-буркун — це найбільший представник роду, довжина цих риб може сягати 7 см, але зазвичай вони бувають меншими. У самців була виявлена пряма залежність між вагою та довжиною і висотою тіла, а у самок — лише із довжиною тіла.
Тіло витягнуте в довжину, сплющене з боків, але помітно міцніше, ніж у інших представників роду. Рот верхній. Плавці великі, особливо анальний, витягнуті, загострені на кінцях. Задній кінець анального плавця сягає краю хвостового плавця. В анальному плавці 6-8 твердих променів і 24-28 м'яких, у спинному 2-4 твердих і 6-8 м'яких, в грудних 11 м'яких, в черевних по 1 твердому і 5 м'яких; третій промінь черевних плавців сильно подовжений. 28-29 лусок у бічній лінії, 13 рядів лусок поперек тіла.
Основне забарвлення невиразне, жовтувате, оливково-коричневе або червонувато-коричневе, спина темніша, черево жовтувато-біле. Уздовж тіла проходять 3 смуги темно-коричневого або чорного кольору. Середня є найпомітнішою, вона проходить від кінчика морди (під ротом) через око до початку хвостового плавця. Нижня смуга починається від горла й закінчується по нижньому краю кореня хвоста, верхня тягнеться над верхнім краєм ока до верху кореня хвоста. Поверх смугастого малюнку найбільш привабливі екземпляри мають зеленкуватий або блакитний лиск.
Залежно від походження риб, малюнок на їх тілі може відрізнятися. Зокрема, дуже по-різному може виглядати смугастий малюнок. У деяких популяцій може бути одна, а то й дві, чорні із зеленим лиском плями за зябровими кришками.
Непарні плавці червонувато-коричневі до червоного із блакитним, зеленим або фіолетовим відливом та червоними й зеленкуватими крапками і цятками. Облямівка плавців має бірюзовий колір, особливо виразним він виглядає на подовжених кінцях анального плавця. Черевні плавці червоно-коричневі, а їх подовжений промінь має бірюзове забарвлення. Грудні плавці безбарвні.
Гурамі-буркун має дуже красиві очі. Рогівка світиться смарагдово-зеленим або бірюзовим кольором, а зовнішнє її коло червоне.
Протягом розвитку риб відбуваються характерні зміни їх забарвлення. Лише горизонтальна смужка, що проходить через очі від рота до зябрових кришок, присутня постійно. Протягом перших чотирьох тижнів мальки мають кілька вертикальних смужок на тілі. Згодом вони щезають, а натомість на тілі та біля коренів непарних плавців з'являються одинарні крапки. Коли рибам виповнюється 8 тижнів, вперше стають чітко помітними горизонтальні смуги.
Самці гурамі-буркунів, як правило, трохи більші за самок. Спинний, анальний та хвостовий плавці у них більші за площею, а їхні кінці подовжені й загострені. У забарвленні самців більше червонуватих кольорів. Самиці огрядніші в області черева й світліше забарвлені. Надійно розрізнити стать можна лише у зрілих риб, тримаючи їх проти світла: у самиць можна побачити при цьому жовтуватий яєчник.

## Біологія
Ця риба здатна використовувати для дихання кисень з атмосферного повітря, яке бере на поверхні води. Ця функція здійснюється через допоміжний орган дихання, що називається лабіринтовим апаратом. Такий спосіб дихання дозволяє рибам жити у водоймах, бідних на кисень.
Для районів проживання гурамі-буркунів характерними є сезонні повені. Під час сухого сезону на рисових полях майже не буває води. Водойми, де живуть гурамі-буркуни, можуть бути доволі каламутними через присутність органічних речових та часточок глини. Ці риби можуть жити в бідній на кисень воді (1,67  мг/л), що є смертельним для більшості інших риб. Інші показники можуть коливатись у досить широких межах: pH 5,0-8,0, твердість 5-19 dH, температура 22-28 °C. Лабораторні дослідження встановили, що Trichopsis vittata толерантний до солоної води і може жити навіть за солоності 16 psu, а також витримувати її повільне (5 psu на тиждень) підвищення до 20 psu. Вид також витримувати зниження температури води до 7,2 °C.
Харчується зоопланктоном, ракоподібними, личинками комах та іншими безхребетними.
Найбільше гурамі-буркуни відомі через свою здатність видавати тріскучі звуки, які добре чути в переднерестовий період або під час бійок. У межах підряду лабіринтових риб (Anabantoidea) лише представники роду Trichopsis мають добре розвинений грудний апарат для створення звуків. Під час лабораторних досліджень буркотіння цих риб було добре чути на відстані до 10 м за межами акваріума. Сила звуку, як на таку дрібну рибу, є значною: піковий рівень може сягати 128 дБ.
Орган, що продукує звуки у Trichopsis vittatus, утворений збільшеними м'язами, потовщеними еластичними сухожиллями та модифікованими променями грудних плавців. Візуально факт вокалізації легко можна визначити за швидким биттям грудних плавців та коливаннями тіла, що його супроводжують.
Звуки, що видають гурамі-буркуни, зазвичай складаються з двох окремих, але нерозділених коротких подвійних імпульсів. Риби випускають ці звуки серіями (сплесками). Основна частота сконцентрована в межах 1000—1800 Гц, а тривалість подвійного імпульсу у самців в середньому становить 142 мс. Самці протягом поєдинку в середньому видають 45 сплесків.
Вокалізація притаманна не лише самцям, а й самицям гурамі-буркунів. Вони також видають звуки, коли б'ються між собою, і під час шлюбних ігор. Відмінність полягає в тому, що звукоутворюючий апарат у самиць приблизно на третину менший, ніж у самців. Самиці видають за поєдинок лише 10-15 звуків. Поряд із подвійними імпульсами у них трапляються й одинарні сплески. Середня тривалість сплеску становить 42 мс, середня домінантна частота 1400 Гц, а рівень звуку 119 дБ.
Дослідження також показали, що гурамі-буркуни не лише видають звуки, але й чують їх. Смуга найбільшої чутливості слуху знаходиться біля 1500 Гц, що відповідає домінантним частотам звуків, які видають ці риби.
Молоді рибки починають видавати звуки у віці 8 тижнів, а з 10 тижнів вже роблять це регулярно. Спочатку звуки складаються переважно із серії одинарних імпульсів. Згодом всі імпульси стають подвійними, збільшується тривалість та кількість імпульсів. Що стосується домінантної частоти, то вона, навпаки, зменшується від 3500 Гц у наймолодших риб до приблизно 1500 Гц у найстарших. У дорослих Т. vittata тривалість та кількість імпульсів більше не залежать від розмірів тіла. Слухова чутливість розвивається протягом перших 7 тижнів життя, ще до початку продукування звуку.
Формування звукоутворюючих структур відбувається паралельно з проявами поведінки суперництва. Існує гіпотеза, що зміна частоти звуків, які продукують гурамі-буркуни, пов'язані з розвитком лабіринтового органу, порожнина якого, як гадають, виконує роль резонатора й посилює звук на певній частоті. Здатність почути звуки на низьких частотах покращується за рахунок повітряного наповнення лабіринтового органу.

## Протиборча поведінка
Сутички між самцями гурамі-буркунів проходять за сталою схемою і складаються з типових елементів поведінки, що послідовно йдуть один за одним. Риби практично миттєво реагують на наявність противника і швидко пливуть на зустріч одна одній зі складеними плавцями. Водночас у них змінюється забарвлення, на тілі чітко викарбовуються дві-три темні смуги, іноді темнішають відразу голова, боки та плавці. Суперники стають боком один до одного в антипаралельній позиції на відстані 1-3 см і повністю розправляють свої непарні плавці. Далі в тій самій позиції вони починають швидко кружляти, описуючи невеличкі кола. Час від часу риби швидко тіпають своїми грудними плавцями, виробляючи звуки. Така поведінка може тривати від 5 до 20 хвилин. Кількість звуків буває найвищою в перші 10 хвилин, надалі вона зменшується.
Якщо протягом цього часу переможця не було виявлено, риби переходять до нової, активної фази, яка буває приблизно вдвічі довшою за попередню. Тепер суперники на близькій відстані стають мордою один до одного з відкритими ротами, вигинаючи при цьому хвости. Вони можуть зчіплюватись ротами, вивертаючи при цьому тіло приблизно на 45 градусів навколо поздовжньої осі. Час від часу здійснюють атаки один на одного, намагаючись укусити суперника за плавці та боки. Кількість звуків значно зменшується в порівнянні з першою фазою. Періодично риби переривають поєдинок, щоб зробити черговий ковток повітря.
Поєдинок закінчується, коли один із суперників відступає. Така риба уповільнюється й, склавши плавці, пливе від опонента в напрямку поверхні води. На тілі у неї з'являються три-чотири темні горизонтальні смужки. Втеча з переслідуванням у гурамі-буркунів спостерігається рідко. Поранень у суперників під час проведення спостережень не було виявлено. Дослідження вказують на те, що гурамі-буркуни розв'язують свої конфлікти без завдання шкоди один одному. Протягом поєдинку вони оцінюють силу суперника за візуальними та, додатково, акустичними показниками. Більші самці мають значно кращі шанси на перемогу. Тривалість поєдинку є довшою, коли суперники мають приблизно однакові розміри. Маленькі самці, як правило витрачають заради перемоги більше часу й енергії.
На відміну від боротьби з представниками свого виду, з іншими рибами гурамі-буркуни завжди б'ються мовчки.
Дослідження продемонстрували, що великі домінуючі самці займають більші та кращі території, з більшою кількістю рослин. Таким чином, вони мають більше шансів для продовження роду. У той же час не було виявлено, щоб розміри самця впливали на його шанси завоювати прихильність самки.
Розвиток моделей протиборчої поведінки проходить паралельно з розвитком вокалізації, але розпочинається раніше. Мальки гурамі-буркунів починають битися коли їм виповнюється лише 11 днів; спочатку це коротка боротьба за доступ до їжі. Надалі у них починають розвиватися складніші моделі поведінки, характерні для дорослих риб. Порядок виникнення цих моделей відповідає порядку, як вони відбуваються під час поєдинку між дорослими рибами. Молодь починає ставати боком один до одного й розправляти плавці на четвертому тижні життя. Коли їм виповнюється 6-7 тижнів, молоді суперники починають кружляти й тріпотіти грудними плавцями. У віці 8 тижнів їх суперництво все частіше починає супроводжуватись звуками. На десятому тижні життя молодь володіє вже всіма моделями протиборчої поведінки, надалі лише збільшується кількість і тривалість їх проявів.

## Розмноження
У нерестовий період самці гурамі-буркунів встановлюють території й захищають їх від інших самців. В межах своєї території самець будує серед густої рослинності невеликі й непомітні гнізда з бульбашок, в яких згодом виводиться потомство. За даними досліджень, в місцях нересту вода, в порівнянні із сусідніми водоймами, відзначалася низькими показниками pH 4,64-7,40, розчиненого кисню (0,97-6,57 мг/л), прозорості (6,10-18,24 см), нітритів, нітратів та фосфатів, але високими значеннями питомої електропровідності (29,54-64,09 мкСм/см), мінералізації (15,03-32,10 мг/л) та температури (28,7-33,4 °C). Глибина водойм становила 7,4-73,4 см.
Гнізда розташовуються біля поверхні води, під широким листком рослини. Вони складаються з бульбашок піни, вкритих спеціальним слизом. Відстань між найближчими гніздами може становити від 9,0 до 120,0 см за щільності популяції риб до 15 особин на м². Площа гнізда може варіювати від 0,40 до 5,57 см². Ніякої залежності між розмірами гнізда та розмірами самця не було виявлено.
Ближче до обідньої пори самці, що «гніздяться», як правило, залишають своє гніздо й вирушають на пошуки їжі.
Нерестяться гурамі-буркуни, як правило, увечері. Самець заманює до гнізда готову до нересту самку. Після енергійних шлюбних ігор пара переходить до відкладання ікри. Самець обіймає самицю своїм тілом і видушує з неї порцію ікри. Ікра відкладається окремими пакетиками по 4-6 ікринок. Окремий акт триває лише близько 2 секунд. Ікра в гурамі-буркунів білувата. Вона тяжча за воду й тому тоне. Після кожних обіймів самець відганяє самицю від гнізда, а сам швидко підхоплює ротом ікру й випльовує її у гніздо. Весь процес неодноразово повторюється. Перед початком відкладання ікри риби здійснюють 5-6 «холостих» обіймів. Загалом нерест триває 3-4 години. За цей час самиця відкладає від 200 до 400 ікринок.
Після закінчення нересту самець проганяє самицю від гнізда й перебирає на себе догляд за потомством. Він постійно добудовує гніздо й охороняє його. Личинки виводяться із ікри приблизно за 30 годин. Ще через 2 дні вони перетворюються на мальків, починають вільно плавати й харчуватись. Їх розмір у цей час становить 3-3,5 мм. Після цього самець припиняє виконувати свої батьківські обов'язки.
Риби визрівають зазвичай після досягнення 4-х місячного віку, маючи стандартну довжину (без хвостового плавця) 3-4 см.

## Господарське значення
Через невеликі розміри для комерційного рибальства вид не становить інтересу, але більші особини іноді трапляються на місцевих базарах в складі мішаного улову. Натомість гурамі-буркуни постійно присутні в торгівлі декоративними акваріумними рибами. Сформувалися стійкі популяції гурамі-буркунів, виведених у неволі.

## Утримання в акваріумі
Для утримання гурамі-буркунів в домашніх умовах використовують середніх розмірів акваріуми довжиною не менше 30 см з темним ґрунтом, густо засаджені рослинами, включаючи й такі, що плавають на поверхні. Найкраще почуваються групою з шести або більше особин у просторому видовому акваріумі. Можна також тримати їх у спільному акваріумі.
До складу води особливих вимог не виставляють, показник pH може бути в межах 6-8, твердість 5-19 dGH. Оптимальна температура води 24-28 °C.
Беруть будь-які звичайні види кормів (живі, сухі, заморожені) відповідного розміру, але перевагу надають живим кормам.
Нерест парний. Сам процес розведення в принципі не складний, але виникають проблеми через неправильно підібрану пару. Риби можуть бути просто не готові до нересту, або ж взагалі акваріуміст невірно визначив їх стать. Найкраще дати можливість буркунам самим вибрати собі пару, тримаючи їх групою. Облаштовування спеціального нерестовища для цих риб не є обов'язковою умовою.
Після закінчення нересту самицю забирають з нерестовища, щоб вона не заважала самцю доглядати за потомством. Коли мальки попливуть, забирають і самця. Якщо нерест відбувався у спільному акваріумі, виловлюють кладку або згодом мальків і переносять їх до окремого акваріума для вирощування.
Мальки гурамі-буркунів дуже дрібні. Спочатку їм дають парамецій, коловерток, живий пил, згодом переходять на більші корми. Ростуть швидко.